# چک جانی
چک جانی (به انگلیسی: Chak Jani) یک شهر در پاکستان است که در ناحیه گجرات واقع شده‌است.